# سولفور اسپرینگز، شهرستان جفرسون، آرکانزاس
سولفور اسپرینگز (به انگلیسی: Sulphur Springs) یک منطقهٔ مسکونی در ایالات متحده آمریکا است که در شهرستان جفرسون، آرکانزاس واقع شده‌است. سولفور اسپرینگز ۱٬۱۰۱ نفر جمعیت دارد و ۸۹٫۰ متر بالاتر از سطح دریا واقع شده‌است.